# Luis Reñé
 (septembre 2014).
Si vous disposez d'ouvrages ou d'articles de référence ou si vous connaissez des sites web de qualité traitant du thème abordé ici, merci de compléter l'article en donnant les références utiles à sa vérifiabilité et en les liant à la section « Notes et références ».
Luis Reñé Padrisa, né en 1889 à Barcelone (Catalogne, Espagne) et mort le 2 juillet 1963, est un footballeur espagnol qui jouait au poste de gardien de but dans les années 1910 avec le FC Barcelone. Il est ensuite devenu dessinateur.

## Biographie
Luis Reñé joue au FC Barcelone entre 1911 et 1914, lors de sa dernière saison il perd le poste de titulaire en faveur de Luis Bru.
Reñé est doté d'un physique imposant qui lui facilite les choses dans le jeu aérien.
Lors de la finale de la Coupe d'Espagne de 1911, il est aligné de façon indue : tandis que le FC Barcelone dénonce le fait que l'Athletic Bilbao joue avec cinq Anglais professionnels, l'équipe basque dénonce la présence de Reñé qui avait joué avec le FC España moins d'un mois avant la finale, ce qui est contraire au règlement. Le Barça décide alors de ne pas jouer et est reçu sous les acclamations lors de son retour à Barcelone.
Reñé joue un total de 71 matchs avec Barcelone entre 1911 et 1914.
Il est aussi un athlète qui remporte le championnat de Catalogne du lancer de disque en 1912.
Formé à la Llotja de Barcelone, il devient ensuite un dessinateur connu spécialisé dans les vues urbaines de Barcelone.

## Palmarès
Avec le FC Barcelone :
- Vainqueur de la Coupe d'Espagne en 1912 et 1913
- Champion de Catalogne en 1911 et 1913
- Vainqueur de la Coupe des Pyrénées en 1911, 1912 et 1913